# Списък на градовете в Палестинската автономия

### А
- Ал Бирех – 38 802 (2006)
- Ал Джахирия – 28 776 (2007)

### Б
- Бани Сухейла – 32 800 (2006)
- Бейт Ханун – 32 187 (2006)
- Бейт Джала – 11 758 (2007)
- Бейт Лахия – 59 540 (2006)
- Бейт Сахур – 12 367 (2007)

### В
- Витлеем – 25 266 (2007)

### Г
- Газа – 409 680 (2006)

### Д
- Даир ал Балах – 62 150 (2006)
- Джебалия – 82 877 (2006)
- Дженин – 35 760 (2006)
- Дура – 28 268 (2007)

### Й
- Йерихон – 20 400 (2006)

### К
- Кабатия – 19 700 (2006)
- Калкилия – 44 700 (2006)

### Н
- Наблус – 134 116 (2006)

### Р
- Рафах – 71 000 (2006)
- Рамала – 27 460 (2007)

### Т
- Тубас – 16 100 (2006)
- Тулкарм – 58 950 (2006)

### Х
- Хан Юнис – 179 900 (2006)
- Халхул – 22 128 (2007)
- Хеброн – 167 000 (2006)

### Я
- Ятта – 42 853 (2006)